# عبر التاريخ
عبر التاريخ هي نوعية التمسك عبر التاريخ البشري، وليس فقط في إطار مرجعي شكل معين من المجتمع في مرحلة معينة من التطور التاريخي. ويُقال إن الكيان أو المفهوم الذي لديه عبر التاريخ هو عابرًا للتاريخ.
بعض نظريات التاريخ (مثل نظرية هيغل)، تعامل التاريخ البشري على أنه مقسم إلى عصور متميزة مع منطقاتها الداخلية الخاصة - المادية التاريخية هي الحالة الأكثر شهرة لهذه النظرية. قد تكون الدول القائمة في حقبة ما غائبة تمامًا، أو تحمل آثارًا عكسية في حقبة أخرى، وفقًا لهذه النظريات.

## من الناحية النظرية
يمكن النظر إلى عبر التاريخ على أنها نقيض ضروري لفكرة أن المعاني يحدها سياقها التاريخي. إنه المعادل الزمني لمفهوم العالمية المكاني.

## في النظرية الاجتماعية السياسية
عادة ما تكون التساؤلات حول ما يمكن أن يكون أو لا يكون ظاهرة عبر التاريخ هي قلق المؤرخين وعلماء الاجتماع الذين يحددون التقاليد التاريخية للفكر الهيجلي أو الماركسي، ولكنها مهمة بالإضافة إلى ذلك في المناقشات حول مفهوم توماس كون للتحول الفكري والمناقشات المماثلة.

ويُعَد فريدريك جيمسون، وهو منظر ماركسي أو ربما منظر ما بعد الحداثة، مثالاً واضحاً لهذا. فقد أكد بشكل شهير أن النظرية يجب أن «تُمَرِّر دائماً!»، مضيفاً إلى أن هذا الترتيب هو نفسه «حتمية عبر التاريخ».

ويبحث آخرون عن استمرارية عبر التاريخ لمعرفة ما هو أساسي للحالة البشرية. على سبيل المثال، دين كيث سيمونتون، يجد بعض التناسق في أنواع الأفكار التي تكتسب الهيمنة بعد أنواع معينة من الأحداث التاريخية، في سلسلة بيانات تمتد 2500 سنة.

في السنوات الأخيرة، بدأت الأبحاث بالقرب من علم النفس التطوري على أساس أن بعض الانتظمات عبر الثقافية الملحوظة في السلوك البشري هي أيضًا عبر التاريخ، ويرجع ذلك إلى كونها ثابتة في الإرث الجيني المشترك لجميع البشر.

## في علم الجمال
يعتمد جزء من النقاش حول التمييز بين الفن الراقي والفن الشعبي (أو التخصصات الأقل) على مسألة ما إذا كان الفن يمكن (وإذا كان الأمر كذلك، إذا كان ينبغي) يطمح إلى تجاوز الإطار المرجعي المحدد الذي تم إنتاجها من خلاله. ويمكن اعتبار هذا الإطار محددا تاريخيا.